# Elisa Brocard
Elisa Brocard pron. (fr. AFI: [bʁɔkaʁ]) (Aosta, 27 ottobre 1984) è una fondista italiana.

## Biografia
Originaria di Gressan, ha debuttato in campo internazionale ad alto livello in occasione dei Mondiali juniores di Karpacz/Szklarska Poręba nel 2001, senza ottenere risultati di rilievo. In Coppa del Mondo ha esordito il 13 dicembre 2006 nella 10 km a tecnica classica di Cogne (66ª); ha ottenuto alcuni piazzamenti tra le prime dieci, senza mai andare a podio. Alterna le partecipazioni in Coppa del Mondo a quelle in circuiti internazionali minori (Coppa Continentale, Alpen Cup).
In carriera ha partecipato a tre edizioni dei Giochi olimpici invernali, Vancouver 2010 (43ª nella sprint), Soči 2014 (40ª nella 10 km, 13ª nella 30 km, 30ª nello skiathlon, 8ª nella staffetta) e Pyeongchang 2018 (29ª nella 10 km, 27ª nella 30 km, 26ª nello skiathlon, 15ª nella sprint a squadre, 9ª nella staffetta), e a quattro dei Campionati mondiali (7ª nella staffetta a Seefeld in Tirol 2019 il miglior piazzamento); ha partecipato, altresì, a varie edizioni della MarciaGranParadiso e si è piazzata al primo posto nella 40 Km. classic femminile del 07/02/2021.

## Palmarès

### Coppa del Mondo
- Miglior piazzamento in classifica generale: 38ª nel 2018

### Campionati italiani
- 9 medaglie[1]:
  - 3 ori (sprint TL nel 2008; 10 km TL, Gundersen nel 2012)
  - 4 argenti (sprint TL nel 2009; sprint TL nel 2011; 5 km, sprint TC nel 2012)
  - 2 bronzi (sprint TC nel 2010; inseguimento nel 2011)